# Mediteranske igre
Mediteranske igre odnosno Sredozemne igre su međunarodno višešportsko natjecanje koje se održava svake četiri godine u jednom of gradova članica Međunarodnoga odbora Mediteranskih igara. Natjecanje je predložio Muhammed Taber Pasha, predsjednik Egipatskoga olimpijskog odbora, za vrijeme Olimpijskih igara 1948. Prvo izdanje Igara održano je 1951. godine u Aleksandriji, jednom od najvećih gradova Egipta. Prvih deset izdanja Mediteranskih igara (1951. – 1991.) održavano je godinu prije Olimpijskih igara. Od 1991. odlučeno je kako se Mediteranske igre održavaju godinu nakon Olimpijskih igara. 

## Povijest Mediteranskih igara

### Prvo izdanje
Mediteranske igre su započele u listopadu 1951. u Aleksandriji u čast Muhammedu Taheru Pashi, čovjeka koji je iznio ideju o ovom natjecanju. U prvom izdanju 734 športaša se natjecalo u 13 različitih športova iz 10 različitih država. Na drugom izdanju Mediteranskih igara, 1955. u Barceloni, osnovano je nadgledno tijelo koje za vrijeme održavanja Igara nadgleda sve događaje, provodi ispitivanja dopinga i sl. 16. lipnja 1961. godine ovo tijelo je dobilo službeno ime - Međunarodni odbor Mediteranskih igara (fr. Comité International des Jeux Méditerranéens).

### Vrhovna tijela
Mediteranske igre, organizirane svake četiri godine, imaju ugled najvažnijeg športskog događaja na Sredozemlju. Privlače veliko zanimanje država s čak tri kontinenta - Europe, Afrike i Azije. Posebnost ovih Igara je i mogućnost malih država da osvajaju medalje. Nema države čiji predstavnik nije osvojio barem jednu medalju, pa i manje afirmirane zemlje poput Libanona i San Marina imaju osvojenu medalju (nema još samo Sjeverna Makedonija jer nije niti jednom nastupila). Osim športske strane, ove Igre pružaju idealnu priliku za mirnu suradnju i poštenu, športsku borbu športašima s tri kontinenta.
Mediteranske igre se održavaju pod vrhovnim tijelom MOO-a, pripadaju pod nadležnost Grčkog olimpijskog odbora u sklopu priprema za Olimpijske igre. Sjedište Odbora Mediteranskih igara je u Ateni, a tajnik je obavezno Grk. Obveza da je Grčka glavna država Mediteranskih igara je način zahvale zbog iznimnog truda kojeg je tadašnja grčka vlada uložila u osnivanje Mediteranskih igara.

## Karakteristike Mediteranskih igara

### Logo
Službeni logo Mediteranskih igara, koje se ujedno kolokvijalno zovu i Olimpijske igre Sredozemlja, se sastoji od tri kruga koji simboliziraju tri kontinenta čije se države natječu. Izradio ga je ugledni hrvatski dizajner Boris Ljubičić radeći rješenje za Sredozemne igre kojima je domaćin bio Split 1979. Krugovi se odražavaju djelomično ispod morske površine plave boje (do nedavno su sve države sudionice morale imati izlaz na Sredozemno more). Tijekom ceremonije zatvaranja zastava igara se premješta u državu čiji će grad biti domaćin idućeg izdanja Mediteranskih igara.

### Natjecateljske zemlje
Na Mediteranskim igrama 2018. u španjolskoj Tarragoni nastupilo je 26 država::
- Afrika: Alžir, Egipat, Libija, Maroko, Tunis
- Azija: Cipar, Libanon, Sirija i Turska
- Europa: Albanija, Andora, BiH, Crna Gora, Hrvatska, Francuska, Grčka, Kosovo, Italija, Sjeverna Makedonija, Malta, Monako, Portugal, Srbija, San Marino, Slovenija, Španjolska

Jedina sredozemna država koja zbog političkih razloga ne nastupa je Izrael, no očekuje se da će jednom ipak uspjeti izboriti nastup, kao i Palestina. Grčki olimpijski odbor predložio je[nedostaje izvor], iako ne zadovoljavaju zemljopisni uvjet (kao ni Andora, Kosovo, 
Sjeverna Makedonija, Srbija i San Marino koje već nastupaju) da i neke arapske države te Portugal također nastupe. Sjeverna Makedonija, iako nije na Sredozemlju, primljena je u članstvo na Igrama u Pescari 2009. te je kao 24. članica nastupila na Igrama u Mersinu 2013. godine. Također je još jedna nesredozemna zemlja primljena u članstvo - Srbija.

### Gradovi domaćini
| Opširnije                | Vrijeme održavanja             | Mjesto               | Država                      |
| ------------------------ | ------------------------------ | -------------------- | --------------------------- |
| I. Mediteranske igre     | 5. do 20. listopada 1951.      | Aleksandrija         | Kraljevina Egipat           |
| II. Mediteranske igre    | 16. do 25. srpnja 1955.        | Barcelona            | Španjolska                  |
| III. Mediteranske igre   | 11. do 23. listopada 1959.     | Beirut               | Libanon                     |
| IV. Mediteranske igre    | 21. do 29. rujna 1963.         | Napulj               | Italija                     |
| V. Mediteranske igre     | 8. do 17. rujna 1967.          | Tunis                | Tunis                       |
| VI. Mediteranske igre    | 6. do 17. listopada 1971.      | İzmir                | Turska                      |
| VII. Mediteranske igre   | 23. kolovoza do 6. rujna 1975. | Alžir                | Alžir                       |
| VIII. Mediteranske igre  | 15. do 29. rujna 1979.         | Split                | Hrvatska (tada Jugoslavija) |
| IX. Mediteranske igre    | 3. do 17. rujna 1983.          | Casablanca           | Maroko                      |
| X. Mediteranske igre     | 11. do 25. rujna 1987.         | Latakija             | Sirija                      |
| XI. Mediteranske igre    | 11. do 25. rujna 1991.         | Atena                | Grčka                       |
| XII. Mediteranske igre   | 16. do 27. srpnja 1993.        | Languedoc-Roussillon | Francuska                   |
| XIII. Mediteranske igre  | 13. do 25. lipnja 1997.        | Bari                 | Italija                     |
| XIV. Mediteranske igre   | 13. do 25. lipnja 2001.        | Tunis                | Tunis                       |
| XV. Mediteranske igre    | 24. lipnja do 3. srpnja 2005.  | Almería              | Španjolska                  |
| XVI. Mediteranske igre   | 26. lipnja do 5. srpnja 2009.  | Pescara              | Italija                     |
| XVII. Mediteranske igre  | 20. do 30. lipnja 2013.        | Mersin               | Turska                      |
| XVIII. Mediteranske igre | 22. lipnja do 1. srpnja 2018.  | Tarragona            | Španjolska                  |
| XIX. Mediteranske igre   | 25. lipnja do 5. srpnja 2022.  | Oran                 | Alžir                       |
| XX. Mediteranske igre    | 13. lipnja do 22. srpnja 2026. | Taranto              | Italija                     |

### Popis športova
Športaši su se natjecali u 24 športa na Igrama 2005.:

#### Vodeni športovi
- plivanje
- vaterpolo
- kanu - kajak
- veslanje
- jedrenje

#### Dvoranski športovi
- streljaštvo
- konjički šport
- košarka
- boćanje
- boks
- streličarstvo
- mačevanje
- gimnastika (umjetnička i ritmička)
- rukomet
- džudo
- karate
- stolni tenis
- odbojka
- dizanje utega
- hrvanje
- badminton

#### Športovi na otvorenome
- atletika
- biciklizam
- nogomet
- golf
- handisports
- tenis
- odbojka na pijesku

Natjecanje za žene predloženo je 1959., no nisu se natjecale sve do 1967.
Osim ovih športova, na Mediteranskim igrama športaši su se natjecali u ragbiju, hokeju na travi i inim športovima. 2013. odlučeno je da će se od 2015. svake četiri godine održavati Mediteranske igre na pijesku čiji će program sadržavati vodene i športove na pijesku.
Od 2018. nema košarke na Mediteranskim igrama, a zamijenila ju je košarka 3 na 3 u muškoj i ženskoj konkurenciji.

## Vanjske poveznice
- Međunarodni odbor Mediteranskih igara (engl.), (fr)
- HTV sport  Arhivirana inačica izvorne stranice od 30. rujna 2007. (Wayback Machine) Povijest Mediteranskih igara
- HOO  Arhivirana inačica izvorne stranice od 5. kolovoza 2007. (Wayback Machine)